# Ghost Enemy
『Ghost Enemy』（ゴースト エネミー）は、日本の歌手MAAのデビュー・シングルである。

## 背景
MAAのデビュー・シングルで、レンタルとデジタル・ダウンロード限定で発売された。「Ghost Enemy」は幽霊がモチーフのロック・ナンバーで、エレクトロなテイストも含んでいる。音楽イベントのプロデュースなどを行っているD&N10周年記念アルバム『GOSSIP』のリード曲として収録されており、フジテレビ系のバラエティ番組『なべあちっ!』2010年9月度エンディングテーマ、テレビ朝日系のバラエティ番組『笑う妖精』2010年10月度エンディングテーマとして起用されている。また、同年9月度TSUTAYAレンタル全店看板展開、店内放送ヘビープレイになっている。

## チャート成績
レンタル先行で発売され、発売前に11,500枚のイニシャル数を記録した。レコチョクでの着うた配信で総合デイリーランキング初登場10位を獲得した

## ミュージック・ビデオ
ミュージック・ビデオの監督は多田卓也が務め、撮影は2010年夏に栃木県の洞窟で行われた。

## 収録曲
| #  | タイトル                    | 作詞 | 作曲        |
| -- | --------------------------- | ---- | ----------- |
| 1. | 「Ghost Enemy」             | Maa  | RICKY       |
| 2. | 「Tomorrow @ Your Kingdom」 | Maa  | THE COMPANY |

## チャート
| チャート (2010年)               | 最高 順位 |
| ------------------------------- | --------- |
| USEN 週間HIT インディーズ       | 1         |
| USEN 週間HIT J-POP 総合チャート | 7         |

### チャート推移
| 先代 | USENチャート 週間HIT インディーズ第1位 2010年10月8日 - 15 | 次代 Def Tech『The Come Back』 |